# 矢尾幸子
矢尾 幸子（やお ゆきこ、7月29日 - ）は、日本の女性声優。兵庫県出身。プロダクション・エース所属。

## 略歴
アミューズメントメディア総合学院卒業。在籍中に映画『4.3.2.1』で初めて吹き替えを行った。

## 人物
趣味にはウォーキングとマッサージ、特技には中国語の発音とカクテル作りをそれぞれ挙げている。

## 出演
太字はメインキャラクター。

### テレビアニメ
2015年
- ISUCA（女子）
- 空戦魔導士候補生の教官（女子B、女子A、店員、オペレーター3、グレッグ・ハスタック）
- Dance with Devils（女子生徒）
- 対魔導学園35試験小隊（係員）

2016年
- ハルチカ〜ハルタとチカは青春する〜（真由の友達、女子生徒、別所愛、男の子、剣持陽子 他）
- 私がモテてどうすんだ（サッカー女子）

2017年
- はじめてのギャル（女子生徒B）
- 僕の彼女がマジメ過ぎるしょびっちな件（女子生徒、売り場のお姉さん）

2019年
- ダイヤのA actII（女子生徒）

2020年
- 波よ聞いてくれ（受付嬢）
- 禍つヴァールハイト -ZUERST-（皇后、研究所の受付嬢）
- アイドリッシュセブン Second BEAT!（館内アナウンス）

2021年
- 五等分の花嫁∬（陸上部員）

### OVA
- ふたりエッチ（2014年、杉山真紀絵）
- 新妹魔王の契約者 DEPARTURES（2018年、お天気キャスター）

### ゲーム
2015年
- アマデウス（2015年 - 2016年、アマテラス、ツクヨミ、アテ、ベルカ、ロキ、クトゥガ、キビツヒコ、アトラックナチャ、ブリギッド） - 3シリーズ

2016年
- ジャストコーズ3
- ディビジョン
- ラストクロニクル 陽光編（ミレイカ）
- Fallout 4: Far Harbor（ナカノ・カスミ）
- レジェンドオブアルスマーナ（ミオ、カーリー、メアリー）

2017年
- レインボーシックス シージ（イング）
- アサシン クリード オリジンズ（エシオクレス、アパテ 他）
- スター・ウォーズ バトルフロントII

2019年
- Far Cry New Dawn（カルミナ・ライ）

2024年
- 龍が如く8

### オーディオブック
- 盾の勇者の成り上がり
- フェアリーテイルクロニクル 〜空気読まない異世界ライフ〜
- オクテ女子のための恋愛基礎講座
- 29歳独身は異世界で自由に生きた……かった。
- 終末なにしてますか? 忙しいですか? 救ってもらっていいですか?
- アルテミス・ファウル 北極の事件簿
- 終末なにしてますか？もう一度だけ、会えますか？

### 吹き替え

#### 担当女優
イ・ソンギョン
- ドクターズ〜恋する気持ち〜（チン・ソウ）
- 青春の記録 #12（チン・ソウ）
- 浪漫ドクター キム・サブ2（チャ・ウンジェ）

#### 映画
- 4.3.2.1.
- エイリアン・フロム・メテオ -侵略-（アナベラ〈アリーズ・クロッカー〉)
- 英雄都市（ヒス）
- アイ・フィール・プリティ! 人生最高のハプニング（ジョシュ）
- オンネリとアンネリのおうち（オンネリのママ）
- オンネリとアンネリのふゆ（オンネリのママ、小人のお母さん）
- クロース:孤独のボディーガード（メイド）
- タクシー運転手 約束は海を越えて（サング）
- S.W.A.T. 闇の標的（トリッシュ）
- 不良探偵ジャック・アイリッシュ 2人の父への鎮魂歌（シモーヌ〈ケイト・アトキンソン〉）
- メトロ42（アリーサ〈カテリーナ・シュピサ〉）
- リベンジ・オブ・ザ・グリーン・ドラゴン（ティナ〈シューヤ・チャン〉）
- メガストーム（オリーブ〈マギー・キャッスル〉[10]）
- アンドロン（アンバー〈サンティアゴ・トレス〉）
- 小さな恋のメロディ（ミュリエル〈カミーユ・デイビス〉）※Blu-ray版
- ダークレイン（イグナシオ）
- ドント・イット（ヴィクトリア・ハワード〈スーザン・ロクナン〉、ジャック〈ネイサン・ヴォス〉）
- エブリバディ・ウォンツ・サム!! 世界はボクらの手の中に（アンジー）
- サラリーマン・バトル・ロワイアル（アグネス・メラズ〈マルイア・シェルトン〉）
- ザ・カプセル 米英ソ・大攻防戦（ロッティ / イナ〈グリーンウッド・リサ〉）
- アンダーカバー・じいさん（アンジー・ワーグナー〈グレタ・オニエゴウ〉）
- ビヨンド・ザ・ロウ（ノラ〈ベレニツェ・バオ〉）
- ロスト・シティZ 失われた黄金都市（幼少期のジャック・フォーセット〈ボビー・スモールドリッジ、トム・マルヘロン〉）
- ワンダー・ウーマンとマーストン教授の秘密（モリー・スチュワート）
- トゥームインベイダー（イザベル）
- Be With You 〜いま、会いにゆきます（スア〈ソン・イェジン〉）
- エンド・オブ・ステイツ（リア・バニング〈パイパー・ペラーボ〉）
- ビーキーパー（ジャネット・ハワード〈ミニー・ドライヴァー〉[11]）

#### ドラマ
- FBI: 特別捜査班
- FBI: Most Wanted 〜指名手配特捜班〜 シーズン3以降（クリスティン・ゲインズ〈アレクサ・ダヴァロス〉）
- グッド・ドクター 名医の条件（カーリー〈ジャシカ・ニコール〉 他）
- 救命医ハンク セレブ診療ファイル シーズン7（マーカス）
- 雲が描いた月明り（ミョンウン〈チョン・ヘソン〉）
- 項羽と劉邦 King's War
- 刑事モース〜オックスフォード事件簿〜（ピッパ・レイトン）
- CSI:サイバー（ニーナ）
- ジェーン・ザ・ヴァージン（リナ・サンティアン〈ダイアン・ゲレロ〉、マテオ〈イライアス・ハンセン〉）
- 死霊のはらわた リターンズ シーズン3（レイチェル、ゾーイ）
- 青春の記録（ジンジュ[12]）
- Zネーション シーズン4（ルーシー・マーフィー〈タラ・ホルト〉、リリー・ミューラー〈グレイス・フィップス〉）
- ターン・アップ・チャーリー 〜人生アゲていこう!〜
- 高い城の男 シーズン2（アニー）
- 七日の王妃（ミョンへ）
- ノー・グッド・ディード～麗しの家～（レスリー〈アビ・ジェイコブソン〉)
- 被告人（ハヨン）
- フロンティア（メアリー〈ブリアンヌ・ヒル〉、ジョゼフェット〈カレン・ルブラン〉[13]）
- ホテル ハルシオン
- リゾーリ&アイルズ7 ザ・ファイナル（テッサ・ハモンド）
- 麗〈レイ〉〜花萌ゆる8人の皇子たち〜（チェ・リョン〈チン・ギジュ〉）

#### アニメ
- しゅつどう!パジャマスク（コナー / キャットボーイ[14]）
- PEANUTS スヌーピー -ショートアニメ-（フランクリン[15]、フリーダ）
- 悪魔バスター★スター・バタフライ（ポニー・ヘッド）
- ダックテイルズ
- 小さなバイキング ビッケ（イルバ[16]）
- スーパーウィングス（ジェット[17]）
- ドラゴン王子（オペリ[18]）
- 雪の女王 ゲルダの伝説（英語版、ロシア語版）（アルフィダ）

#### その他
- ディファイアント・ワンズ:ドレー&ジミー（グウェン・ステファニー）
- プロジェクト・ランウェイ（チャスィティ）

### 舞台
- 演劇ユニットとってお木 第2回公演『HOTEL the 寿』（2016年、鈴木あいこ）

### その他コンテンツ
- 川重商事Web動画「新電力」（ナレーション）
- imacoco!search（ナレーション）
- 早稲田アカデミーWeb動画「みやじいラボ」（ナユタ）